# Der Diktator
Der Diktator (títol original en alemany; El dictador) op. 49 és una òpera tràgica en un acte amb música d'Ernst Krenek sobre un llibret del mateix compositor. Es va estrenar en el Hessisches Staatstheater de Wiesbaden el 6 de maig de 1928.